# 克拉克森峰
83°19′S 164°34′E / 83.317°S 164.567°E
克拉克森峰（英語：Clarkson Peak）是南極洲的山峰，海拔高度2,825米，處於羅布冰川源頭，在1958年1月由新西蘭探險隊發現，該山峰現時由南極條約體系管理。